# Maydenoptila kurandica
Maydenoptila kurandica är en nattsländeart som beskrevs av Wells 1980. Maydenoptila kurandica ingår i släktet Maydenoptila och familjen smånattsländor. Inga underarter finns listade i Catalogue of Life.